# Saint-Martial (Cantal)
Saint-Martial é uma comuna francesa na região administrativa de Auvérnia-Ródano-Alpes, no departamento de Cantal. Estende-se por uma área de 15,6 km². Em 2010 a comuna tinha 78 habitantes (densidade: 5 hab./km²).

## Demografia
Em 2011, a cidade tinha 64 residentes. A evolução do número de habitantes é conhecida em todo o censo populacional realizado na cidade desde 1793. A partir do vigésimo primeiro século, o censo real de municípios com menos de 10.000 habitantes são realizadas a cada cinco anos, em contraste com outras cidades que têm uma pesquisa a cada ano.